# Camillo Castiglioni
Camillo Castiglioni född 22 oktober 1879 i Trieste död 19 december 1957 i Rom, var en österrikisk-italiensk bankman, finansiär och pionjär inom flyget i Österrike. Han var son till en rabbin i Trieste.
Han medverkade tillsammans med Viktor Silberer och Franz Hinterstoisser till bildandet av Wiener Aero Clubs 1901, som kom att bli Österrikes första aeroklubb. Efter studier i Jura kom han att arbeta för det Österrikiska-amerikanska Gummiwarenfabrik AG, där han utnämndes till direktör 1904. Han var även styrelseordförande för Austro-Daimler Werke i Wiener Neustadt och chef för det österrikiska Fiat-Gesellschaft. För att finansiera och förvalta pengar inom de olika bolagen grundade han banken Depositenbank.
1909 lyckades han erövra ballongflygarcertifikat och köpte sig en egen luftballong. Med det nya flygintresset skapade han 1909 företaget Motor-Luftfahrzeug-Gesellschaft m. b. H, (MLG) som blev generalagent för Etrich-Tauben i Österrike-Ungern. 1912 grundade han tillsammans med några finansiärer ytterligare en flygplansfabrik Ungarische Flugzeugwerke AG (Ufag). Han var en av arkitekterna 1917 bakom ombildandet av Karl Rapps företag till BMW
Med hjälp av snabba och riskfyllda affärer under inflationen efter första världskriget byggde han upp en privatförmögenhet och var en av Europas rikaste personer, privat sponsrade han Max Reinhardts teater i Wien och Salzburger Festspiele, dessutom byggde han upp en stor konstsamling. 
Felspekulationer ledde till att hans finansimperium rasade ihop 1924 och Castiglioni reste till Berlin för att senare ta sig till Italien, som italiensk medborgare kunde han inte lämnas ut till vare sig Tyskland eller Österrike. Hans bolag i Österrike försattes i konkurs oktober 1924.
1988 gjordes en TV-dokumentär om han liv och finansimperium Camillo Castiglioni oder die Moral der Haifische i regi av Peter Patzak.
Flygföretag grundade av Castiglioni
- 1909 - Motor-Luftfahrzeug-Gesellschaft m. b. H.
- 1912 - Ungarische Flugzeugwerke AG Ufag (Budapest-Albertfalva)
- 1914 - Österreichisch-ungarischen Albatros-Werke Ges.m. b. H
- 1915 - Hansa- und Brandenburgische Flugzeugwerke AG, Berlin-Brandenburg
- 1917 - Phönix-Flugzeugwerke AG, Wien-Stadlau